# Allmania nodiflora
Allmania nodiflora là loài thực vật có hoa thuộc họ Dền. Loài này được (L.) R.Br. ex Wight mô tả khoa học đầu tiên năm 1834.